# Sisymbrium isfarense
Sisymbrium isfarense là một loài thực vật có hoa trong họ Cải. Loài này được Vassilcz. miêu tả khoa học đầu tiên.